# Фелісі д'Айзак
Фелісі-Марі-Емілі д'Айзак (25 або 27 лютого 1801, Париж — †26 лютого 1881, Шато де Кастельноубель у Бон-Анконтрі) — французька поетеса, письменниця та історикиня мистецтва, відома вагомим внеском  в літературі та історії мистецтва. Авторка поетичної збірки Soupirs poétiques (1833) та її Histoire de l'abbaye de Saint-Denis (Історія абатства Сен-Дені, 1861).

## Біографія
Д'Азак народилася в 1801 році в Парижі, була талановитою та працьовитою дитиною. У 16 років вступила до Школи Почесного легіону в Сен-Дені, де згодом стала викладачкою, дамою-професором. Працювала там 35 років, спочатку цікавлячись літературою та поезією, а пізніше — історією мистецтва та архітектурою. У 1823 році д'Айзак опублікувала поетичну збірку "Soupirs poétiques" («Поетичні зітхання»), яка отримала нагороду Французької академії в 1843 році.
Її робота в галузі мистецтва та архітектури була особливою дивовижною. У 1849 році її опис статуй у Шартрському соборі (Statues de l'un des porches de la cathédrale de Chartres, «Статуя одного з порталів Шартрського собору») був схвалений Академією написів та художньої літератури. У 1861 році ця ж установа присудила їй премію за її «Histoire de l'abbaye de Saint-Denis» (Історія абатства Сен-Дені). Ці ранні роботи значно зміцнили її репутацію як однієї з перших жінок-історикинь мистецтва у Франції.
Серед інших її робіт з архітектури — "Histoire et emblèmes bibliques sculptés au pourtour extérieur du choeur de Notre-Dame de Paris" («Історія та біблійні емблеми, розташовані на зовнішньому периметрі хору Нотр-Дам де Парі»), опублікована в Revue archéologique у 1845 році, та "Symbolique des pierres précieuses ou tropologie des gemmes" («Символіка дорогоцінного каміння, або тропологія самоцвітів») у 1846 році. Того року в Annales archéologiques de Didron вона опублікувала "Des quatre animaux apocalyptiques et de leurs représentations sur les églises au moyen-âge" («Про чотири апокаліптичні тварини та їхні зображення на церквах у середньовіччі»).
Після виходу на пенсію вона переїхала до замку Кастельноубель поблизу Ажена, де продовжувала писати вірші та публікувати додаткові статті про біблійні емблеми, зокрема про тварин.
Фелісі д'Айзак померла в Кастельноубелі, Бон-Анконтр, 26 березня 1881 року.